# Alexander True
Alexander "Alex" True, född 17 juli 1997, är en dansk professionell ishockeyforward som spelar för MoDo Hockey i SHL.
Han har tidigare spelat på NHL-nivå för San Jose Sharks och Seattle Kraken och på lägre nivåer för San Jose Barracuda, Charlotte Checkers och Coachella Valley Firebirds i AHL, Rungsted Ishockey i Metal Ligaen och Divisionen samt Seattle Thunderbirds i WHL.
True blev aldrig NHL-draftad.

## Familj
Alexander True är kusin till ishockeyforwarden Nikolaj Ehlers som spelar för Carolina Hurricanes i NHL.

## Statistik
| 2013–2014  | Rungsted Ishockey    | Metal Ligaen | 11  | 0  | 0  | 0   | 0  | —  | —  | —  | —  | —  |
|            | Rungsted Ishockey    | Divisionen   | 25  | 10 | 12 | 22  | 14 | —  | —  | —  | —  | —  |
| 2014–2015  | Seattle Thunderbirds | WHL          | 38  | 6  | 6  | 12  | 4  | 6  | 2  | 0  | 2  | 0  |
| 2015–2016  | Seattle Thunderbirds | WHL          | 65  | 14 | 18 | 32  | 26 | 18 | 6  | 4  | 10 | 6  |
| 2016–2017  | Seattle Thunderbirds | WHL          | 66  | 25 | 15 | 40  | 38 | 20 | 12 | 10 | 22 | 16 |
| 2017–2018  | San Jose Barracuda   | AHL          | 68  | 15 | 13 | 28  | 33 | 4  | 1  | 0  | 1  | 4  |
| 2018–2019  | San Jose Barracuda   | AHL          | 68  | 24 | 31 | 55  | 45 | 4  | 1  | 1  | 2  | 0  |
| 2019–2020  | San Jose Sharks      | NHL          | 1   | 0  | 0  | 0   | 0  | —  | —  | —  | —  | —  |
|            | San Jose Barracuda   | AHL          | 40  | 11 | 14 | 25  | 14 | —  | —  | —  | —  | —  |
| NHL totalt | NHL totalt           | NHL totalt   | 1   | 0  | 0  | 0   | 0  | —  | —  | —  | —  | —  |
| AHL totalt | AHL totalt           | AHL totalt   | 176 | 50 | 58 | 108 | 92 | 8  | 2  | 1  | 3  | 4  |
| WHL totalt | WHL totalt           | WHL totalt   | 169 | 45 | 39 | 84  | 78 | 44 | 20 | 14 | 34 | 22 |

### Internationellt
| Källa: Uppdaterad: 2020-02-05 | Källa: Uppdaterad: 2020-02-05 | Källa: Uppdaterad: 2020-02-05 |         | Utv = Utvisningsminuter | Utv = Utvisningsminuter | Utv = Utvisningsminuter | Utv = Utvisningsminuter | Utv = Utvisningsminuter |
| År                            | Lag                           | Mästerskap                    | Matcher | Mål                     | Assists                 | Poäng                   | Utv                     |                         |
| ----------------------------- | ----------------------------- | ----------------------------- | ------- | ----------------------- | ----------------------- | ----------------------- | ----------------------- | ----------------------- |
| 2014                          | Danmark                       | U18                           | 6       | 1                       | 0                       | 1                       | 2                       |                         |
| 2015                          | Danmark                       | U18-D1A                       | 5       | 2                       | 3                       | 5                       | 4                       |                         |
| 2015                          | Danmark                       | JVM                           | 5       | 0                       | 0                       | 0                       | 2                       |                         |
| 2016                          | Danmark                       | JVM                           | 5       | 1                       | 1                       | 2                       | 6                       |                         |
| 2017                          | Danmark                       | JVM                           | 5       | 1                       | 2                       | 3                       | 0                       |                         |
| Junior totalt                 | Junior totalt                 | Junior totalt                 | 26      | 5                       | 6                       | 11                      | 14                      |                         |